# Düsseldorf Grand Prix
Il Düsseldorf Grand Prix è stato un torneo di tennis facente parte del Grand Prix giocato dal 1968 al 1977 a Düsseldorf in Germania su campi in terra rossa.

## Albo d'oro

### Singolare
| Anno | Vincitore           | Finalista         | Punteggio          |
| ---- | ------------------- | ----------------- | ------------------ |
| 1968 | István Gulyás       | Wilhelm Bungert   | 6–1, 6–3, 3–6, 7–5 |
| 1969 | Non disputato       | Non disputato     | Non disputato      |
| 1970 | Wilhelm Bungert     | Christian Kuhnke  | 6–3, 6–0, 6–4      |
| 1971 | Non disputato       | Non disputato     | Non disputato      |
| 1972 | Ilie Năstase        | Jürgen Fassbender | 6–0, 6–2, 6–1      |
| 1973 | Hans-Jürgen Pohmann | Jürgen Fassbender | 6–2, 6–3, 6–3      |
| 1974 | Bernard Mignot      | Jiří Hřebec       | 6–1, 6–0, 0–6, 6–4 |
| 1975 | Jaime Fillol        | Jan Kodeš         | 6–4, 1–6, 6–0, 7–5 |
| 1976 | Björn Borg          | Manuel Orantes    | 6–2, 6–2, 6–0      |
| 1977 | Wojciech Fibak      | Raymond Moore     | 6–1, 5–7, 6–2      |

### Doppio
| Anno    | Vincitori                     | Finalisti                      | Punteggio       |
| ------- | ----------------------------- | ------------------------------ | --------------- |
| 1968-73 | Non disponibile               | Non disponibile                | Non disponibile |
| 1974    | Jiří Hřebec Jan Kodeš         | Kenichi Hirai Toshiro Sakai    | 6–1, 6–4        |
| 1975    | François Jauffret Jan Kodeš   | Harald Elschenbroich Hans Kary | 6–2, 6–3        |
| 1976    | Wojciech Fibak Karl Meiler    | Bob Carmichael Raymond Moore   | 6–4, 4–6, 6–4   |
| 1977    | Jürgen Fassbender Karl Meiler | Paul Kronk Cliff Letcher       | 6–3, 6–3        |